# Cortejo Nupcial
Cortejo Nupcial (optocht tijdens een bruiloftsmars) is een compositie van de Braziliaanse componist Heitor Villa-Lobos. Het is geschreven gedurende een periode dat Villa-Lobos een gevierd musicus was in Brazilië en Frankrijk. Het werk was tot kort geleden alleen bekend als een compositie van circa twee minuten voor orkest en orgel. Rond 1986 dook echter een zich in slechte staat bevindend manuscript op van vier bladzijden; wellicht een transcriptie voor piano, men is daar niet zeker van, zoals zo vaak bij deze componist. De pianoversie duurt langer dan 4 minuten.
De muziek is een soort statige trouwmars, die gespeeld wordt in het systeem A-A¹-A. De trouwmars krijgt steeds meer Braziliaanse ritmes te verwerken, waardoor het hoofdthema naar de achtergrond verdwijnt. De bovenstem wordt speelser, een stijl die meer bij de componist past. Na enige bewerkingen komt het beginthema terug in dezelfde statigheid als daarvoor en besluit met een neerwaartse gang naar het slot. Het is geschreven voor het trouwfeest van de dochter van de Braziliaanse ambassadeur in Parijs, Carlos Martins de Souza.

## Discografie
- Uitgave Naxos: Sonia Rubinsky, piano